# Eupithecia trifasciata
Eupithecia trifasciata là một loài bướm đêm trong họ Geometridae.